# El Pueblito (södra Sinaloa kommun)
El Pueblito är en ort i Mexiko.   Den ligger i kommunen Sinaloa och delstaten Sinaloa, i den västra delen av landet, 1 100 km nordväst om huvudstaden Mexico City. El Pueblito ligger 356 meter över havet och antalet invånare är 132.
Terrängen runt El Pueblito är varierad. Runt El Pueblito är det mycket glesbefolkat, med 6 invånare per kvadratkilometer. Närmaste större samhälle är Bacubirito, 18,0 km väster om El Pueblito. I omgivningarna runt El Pueblito växer i huvudsak blandskog.